# Raión de Pujavichy
El raión de Pújavichy (en bielorruso: Пухавіцкі раён) es un raión o distrito de Bielorrusia, en la provincia (óblast) de Minsk. 
Comprende una superficie de 2 441 km².
El centro administrativo es la ciudad de Máryina Horka. Sin embargo, el raión conserva el topónimo del pueblo de Pújavichy, que fue brevemente la capital distrital entre 1924 y 1925.

## Demografía
Según estimación 2010 contaba con una población total de 69 427 habitantes.

## Subdivisiones
Comprende la ciudad subdistrital de Máryina Horka (la capital), los asentamientos de tipo urbano de Práudzinski, Rúdzensk y Svíslach (este último como pedanía de Druzhny) y 11 consejos rurales:
- Blon
- Bluzha
- Hólatsk
- Dúbrauka
- Dukora
- Navapole
- Navasiolki
- Pújavichy
- Piarézhyr
- Turyn
- Shatsk